# Bacn
Bacn (spreek uit als het Engelse bacon "spek") is een term die bedacht is voor e-mail berichten waarvan een gebruiker van tevoren heeft aangegeven dat hij deze wenst te ontvangen maar die na ontvangst mogelijkerwijs met enige vertraging en/of desinteresse gelezen worden. Het belangrijkste verschil met spam is dat de gebruiker er zelf om gevraagd heeft. Een andere definitie van bacn is "e-mail die gewenst is, maar niet nu".
De term borduurt voort op de oorspronkelijke betekenis van spam, namelijk ingeblikt vlees van doorgaans laagwaardige kwaliteit. Bacon is voor de meeste mensen weliswaar geen haute cuisine, maar wordt anderzijds wel hoger aangeslagen dan ingeblikt vlees.
Bekende voorbeelden van bacn zijn updates via Really Simple Syndication en sociale netwerken.